# Подчуршинское городище
Подчу́ршинское городи́ще — археологический памятник, древнерусское вятское городище XIII-XIV веков. Располагается в центре пос. Первомайский Слободского района Кировской области (ныне входит в черту города Слободской).
Подчуршинское (Чуршинское) городище (наряду с Кривоборским и некоторыми другими) входило в число городищ, выдвинутых на рубеж сельской округи вятского города Никулицына (ныне село Никульчино). Эти городища составляли предполагаемые границы волости. Располагается между городом Слободским и устьем реки Чепцы.

## Устройство

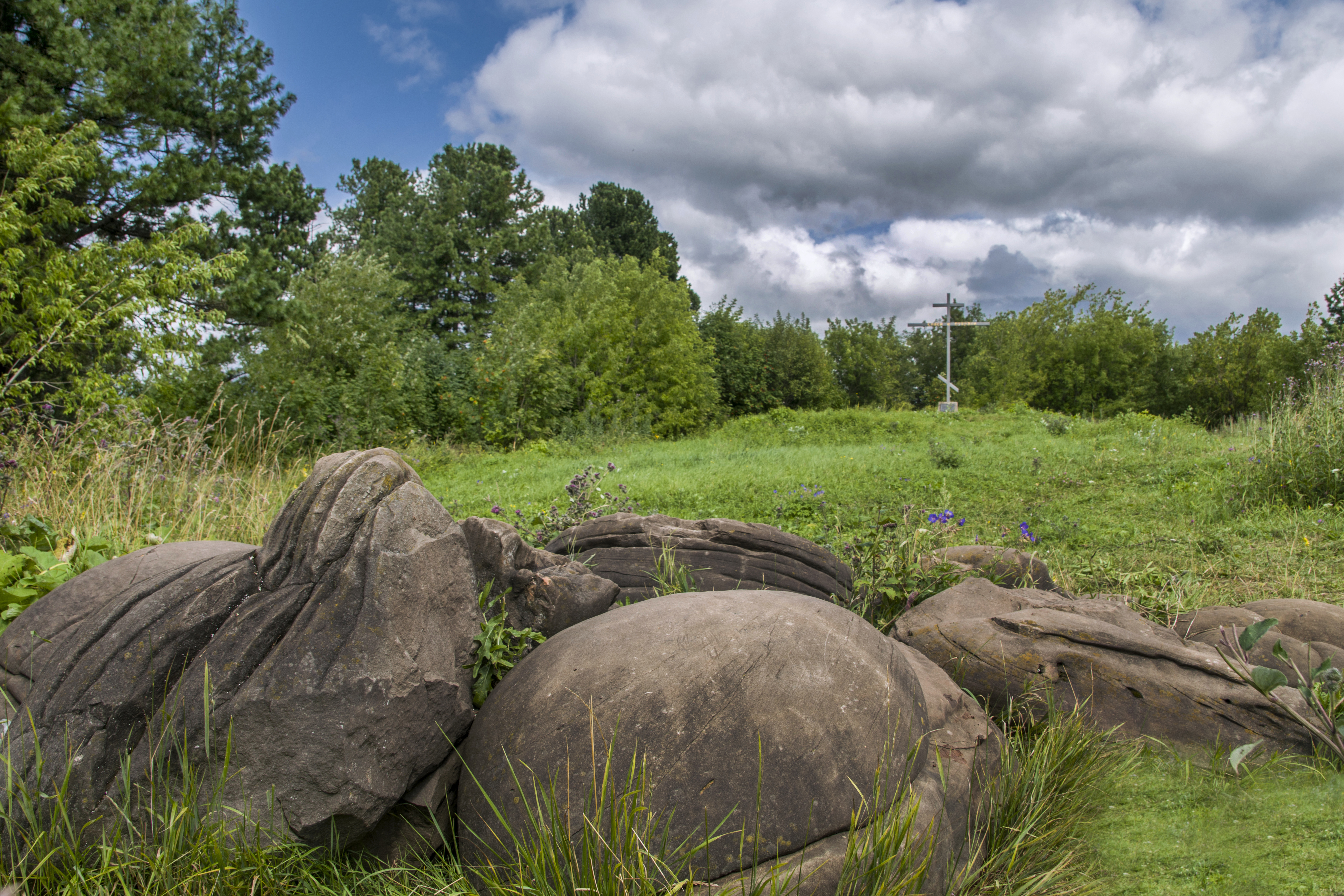
Реконструкция городища
(по Л. Д. Макарову)

Подчуршинское городище находилось выше Никулицына по течению Вятки и предположительно играло роль сторожевой крепости. Однако располагалось оно не на речном мысу, как это обычно бывает, а на довольно высоком холме (это является особенностью данного городища). Раскопки городища, проводившиеся в 1988 году на площади 148 м², показали мощь оборонительных стен, делавших городок практически неуязвимым со всех сторон. По древнерусской традиции нижний уровень укреплений использовался, как и в других крепостях, под жильё и хозяйственные помещения. Верхний уровень был, по-видимому, покрыт тёсовой двускатной кровлей и был снабжён бойницами. Для улучшения обзора и, в случае осады, обстрела неприятеля обычно сооружались башни, что и было предпринято строителями крепости, устроившими предположительно три башни квадратной формы под шатровыми крышами. Одна из башен была проездной.

## Вооружение
Во время раскопок были обнаружены предметы воинского вооружения: 4 железных наконечника стрел, в том числе бронебойный, навершие меча с обломком рукояти, две пластины от панцирного доспеха, бронзовый умбон от щита, обломок лезвия топора, боевые ножи, детали ножен, рукояти ножей, пряжки, кольца и удила от конской сбруи.

## Хозяйство
Однако в свободное от ратных дел время жители крепости занимались и хозяйством: земледелием (найдены нож-чересло от плуга и серп), скотоводством и разведением птицы (находки костей, обломка косы), охотой и рыболовством, обработкой металла, плетением, ткачеством, обработкой кости и дерева, строительными и ремонтными работами. Во многих глиняных сосудах найдены примеси толчёных раковин, шамота, кусочков сухой глины, мелконарезанной растительности и даже навоза. Такая керамика определяется археологами как «славяноидная», она является, предположительно, славяно-финского происхождения. Встречается подобная керамика и на других вятских городищах, а также к югу от Вятского региона.

## Быт
Найдены на городище и бытовые предметы (замки и ключи, обломки железной, бронзовой и глиняной посуды, кресало с кремнями, игральные кости), украшения (перстни, нашивная бляшка, поясная накладка, свинцовый грузик, фрагмент янтарной бусины), а также створки креста-энколпиона с изображением распятия, Богородицы и святых, который был отлит в первой трети XIII века.

## Население
Большую часть гарнизона и населения городища составляли русские, точнее — древнерусское население. Судя по примесям в глиняных сосудах и бронзовым украшениям финно-угорского типа, на поселении проживало и пермское (праудмуртское) население, по-видимому, прежде всего женщины, выходившие замуж за русских жителей (в основном воинов).

## Легенда
Согласно одной из древних легенд о Подчуршинском городище, однажды с запада пришли 12 братьев-богатырей во главе с богатырём Онохом,  насыпали холм и основали на нем городище. В соседнем городище жил сильнейший богатырь Никулица. С ним и начали воевать братья, перекидывая с городища на городище огромные палицы и камни. Вскоре решил Онох помириться и пришел к Никулице свататься к его дочери. Никулица поставил условие: отдаст дочь замуж, если братья до рассвета (пока петух 12 раз не прокричит) привезут самоцветные камни иначе он повесит Оноха, а его братья обратятся в камень. Богатыри привезли самоцветные камни, но петух пропел и братья окаменели, а на том месте образовалось озеро. Оноха сбежал в свое городище, украв дочь Никулицы. Никулица напал на городище, сжег его, убил Оноху, а кости закопал на этом месте. Но, дочь свою Никулица так и не нашёл, она пропала без вести в Подчуршинском городище.
Другую версию легенды записал вятский историк и археолог А.А.Спицын: «Один местный житель передавал моему брату, что курган наносили три богатыря – мерек, шах и кладовой (мерек – злой дух, бес; шах из выражения: пойди к шаху! кладовой – хранитель клада, существо тоже страшное). Сами они жили на верху кургана, а внутри были кладовые для денег, которые они носили туда через железную дверь. Эти богатыри воевали с черемисами, перебрасывались с чепецкими богатырями палицами, а эти затем бросали их в Слободской и Никулицыно. Как богатыри исчезли – неизвестно. В кургане есть клад, ими оставленный, но на него наложен страшный завет».